# Kevin Owens
Kevin Yanick Steen, född 7 maj 1984 i Québec i Kanada, är en kanadanesisk-fransk fribrottare som wrestlar i WWE på showen Smackdown under namnet Kevin Owens. Han är en före detta Universal Champion, United States Champion och Intercontinental Champion. 
Innan WWE var Steen med i indyscenen, i bland annat ROH, PWG och IWC. Han var i ett tag-team med El Generico, där han blev PWG World Tag Team Champion med honom.
Han deltog i Money in the Bank ladder-matchen 2016, 2017 och 2018 men har inte vunnit någon av matcherna.